# Massetto
Il massetto in edilizia è quell'elemento costruttivo orizzontale che viene adottato per raggiungere uno o più dei seguenti obiettivi: livellare una superficie, rendendola perfettamente piana; ripartire il carico degli elementi sovrastanti; ricevere la pavimentazione finale.

## Utilizzo
Lo spessore del massetto è variabile in base al tipo di ambiente (per esempio all'interno di un edificio può andare da 1 a 8 cm), il suo scopo è di rendere piano il sottostante substrato di calcestruzzo leggero (sottofondo o soletta collaborante), il quale serve ad accogliere tubazioni e cavi di servizio oppure direttamente sulla caldana del solaio, in secondo luogo, serve a raggiungere la quota necessaria per raccordare correttamente i vari ambienti.
Se la sovrastante pavimentazione (ceramica, pietra o legno) è posata per incollaggio, è proprio sopra al massetto che viene stesa la colla.

## Composizione
Il massetto generalmente è composto da tre materiali utilizzati in opportune proporzioni: legante (cemento, o anidride, o leganti speciali), inerte (sabbia e/o poliespansi, ad esempio) e acqua. Il dosaggio dei vari elementi varia in base all'ambiente esterno e alla locazione che esso avrà (interno o esterno, a scopo civile o industriale). Molto spesso vengono usati additivi o altri materiali in aggiunta a quelli tipici (esempi comuni sono il polistirolo, usato per alleggerire il massetto, o il quarzo, utilizzato per lisciarlo e renderlo più tenace). 
Per rinforzarlo e renderlo più collaborante si può utilizzare una rete in ferro, come nel caso di solai in calcestruzzo.
Recentemente anche le nanotecnologie (smart-materials) hanno trovato applicazione nei massetti autolivellanti.
Il materiale per massetto deve essere marcato CE secondo la norma UNI EN 13813 (ad oggi in fase di revisione).

## Classificazione
I Massetti sono classificati in funzione di diverse proprietà o caratteristiche.
Possono essere classificati in base alla posizione in massetti per interni e massetti per esterni, oppure per tipologia costruttiva in:
- massetti non aderenti (desolidarizzati o flottanti)
- massetti galleggianti
- massetti con riscaldamento/raffrescamento
- massetti aderenti

oppure possono essere classificati per la finitura superficiale che sono destinati a ricevere:
- piastrellatura ceramica
- parquet e pavimentazioni in legno
- rivestimenti resinosi
- rivestimenti resilienti e laminati
- rivestimenti lapidei

oppure per tipo di legante in Massetti a base di solfato di calcio (anidrite) (CA) o a base di cemento (CT), oppure possono essere classificati per la consistenza e fluidità in :
- massetto semi-umido
- massetto fluido
- massetto autolivellante

Infine possono essere classificati per il tipo di confezionamento:
- massetti tradizionali
- massetti preconfezionati
- massetti premiscelati
- massetti predosati

## Modalità di posa in opera
La posa di ceramiche, marmi o altro sul massetto avviene perlopiù in due modi: fresco su fresco o a colla.
La lavorazione del fresco su fresco prevede la posa della pavimentazione immediatamente successiva alla formazione del massetto. In questo caso si tratta generalmente di pavimentazioni civili e interne. È molto importante eseguire questa lavorazione in posti non soggetti a sbalzi di temperatura, forte umidità e gelo, perché ciò comporterebbe la rottura nel giro di poco tempo (uno-due anni) di zone della pavimentazione.
Nelle pavimentazioni a colla si procede all'incollaggio del pavimento una volta che il massetto è completamente maturato.
Il problema maggiore che può affliggere un massetto è quello delle crepe. Queste possono formarsi per diversi motivi:
- alta temperatura esterna, che porta il cemento presente nel massetto a maturare (e quindi ritirarsi) troppo in fretta;
- mancanza di adeguati rinforzi nei "punti deboli" del massetto (come ad esempio vicino ai pilastri o agli spigoli dei muri);
- mancata messa in opera di bandelle perimetrali e giunti di dilatazione che permettano al massetto e alla pavimentazione sovrastante di "muoversi" liberamente e non essere vincolati al resto della struttura.

## Normativa
- UNI EN 13318 - Massetti e materiali per massetti - Definizioni
- UNI EN 13813 - Massetti e materiali per massetti – Materiali per massetti - Proprietà e requisiti
- UNI 11371 Massetti per parquet e pavimentazioni in legno – Proprietà e caratteristiche prestazionali[4]
- CODICE DI BUONA PRATICA per i MASSETTI di SUPPORTO per INTERNI ed ESTERNI CONPAVIPER[5]